# 戀愛與義務

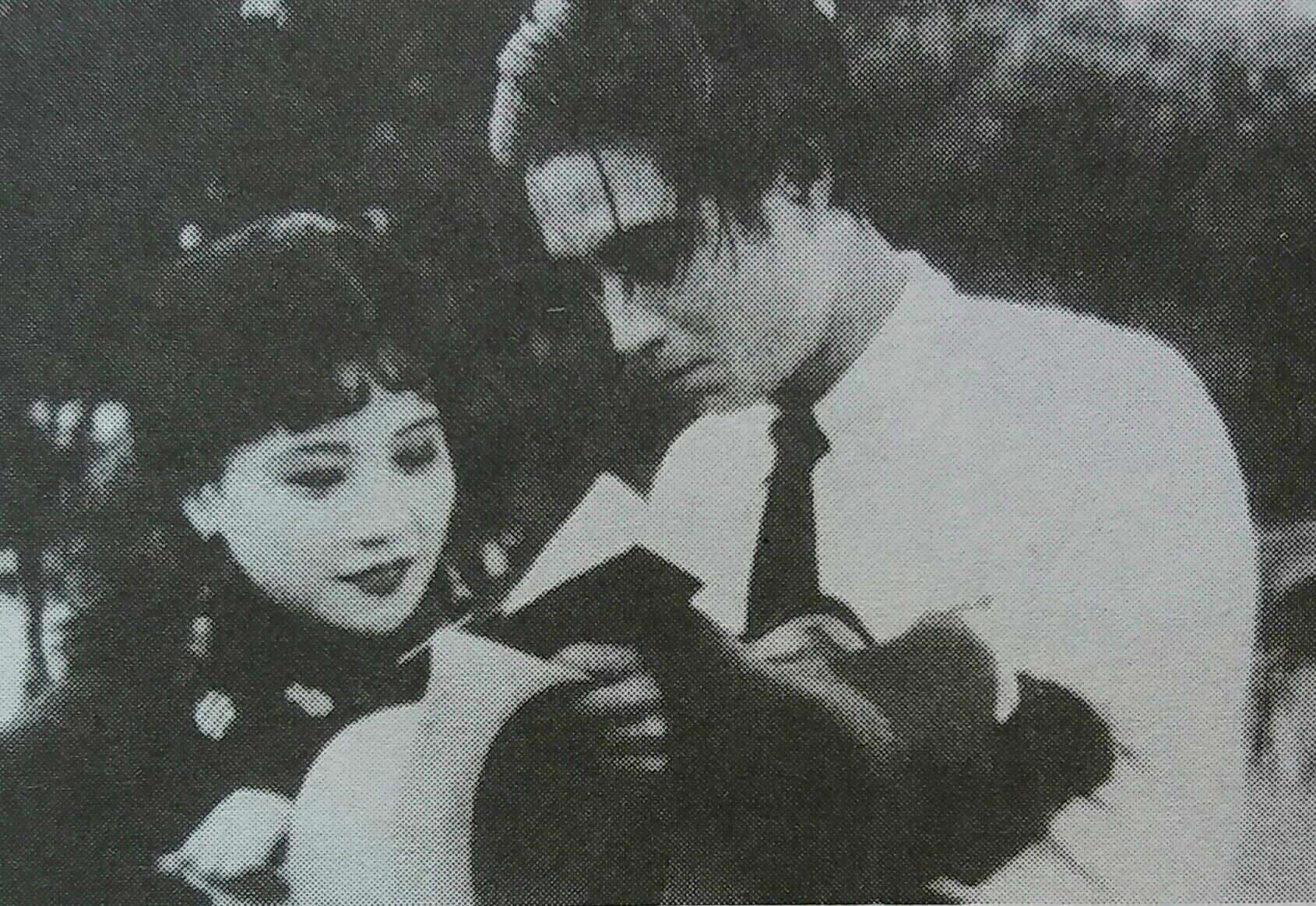
戀愛與義務劇照

戀愛與義務是一部根據波蘭裔中国女作家華羅琛的同名小說改編，聯華影業公司於1931年出品的黑白無聲電影，由卜萬蒼執導，阮玲玉及金焰領銜主演。多年來原以為電影底片已經佚失，直到唯一的完整拷貝於1990年代在烏拉圭被發現，並送往義大利進行修復後，終於又重見天日。

## 剧情
上海附近，大學生李祖义某日因睡過頭遲到，出門時恰好碰見住在對街也走路上學的千金杨乃凡。為了見她一面，祖义不顧學校老師的責罰，故意天天晚起，佯裝巧遇。一次，乃凡在上學途中意外遭車禍擦傷，祖义見狀趕緊上前英雄救美，替她包紮並護送她回到家。乃凡自此對祖義有了好感，但她因父亲管教严，不敢表明爱意。后来祖义出国，乃凡也聽從父親之命另嫁他人。几年后，祖义回国找工作，无意間在公園救了乃凡的幼子。為表達感謝，乃凡邀請祖義到家中作客。两人重逢后，旧情难忘，于是乃凡時常瞞著丈夫，與祖义一起在外玩樂。祖义又受到小說的影響，要求乃凡同他私奔，乃凡內心雖不捨孩子，無奈追求自由之心更甚，只好狠下心來拋家棄子。两人逃到乡间，过了一段愜意的日子，并生下一女平儿。沒想到，祖义因流言丟了工作，又沒有公司願意再接納他。好不容易找到一個薪水少的可憐的抄寫員職務，祖义為了家中經濟日以繼夜的工作，操勞過度病倒，不久後離世。乃凡以替人裁衣維生，与女儿平儿过着艰苦的生活。
十五年后，平儿长大了，乃凡也年老色衰。她的前夫黃大任因写作成名，此時欲为贫民发起义演。乃凡虽出力，到黃家替孩子們量身打造表演用的服裝，但不敢相认。旅法學成歸國的同學哥哥邀平儿約會，並想向她求婚，但老僕從中作梗，使平儿難堪，吃了閉門羹。平兒回家後終日以淚洗面，身心备受打击的乃凡，知道自己過去的醜事拖累了女兒。为了女兒的幸福，她只求一死，與祖義相聚。乃凡寫好遺書，將平兒託付給前夫大任，大任讀信知曉平兒來意，對平兒視如己出。大任又叫來一對子女，要他們好好愛護妹妹、須相親相愛，三人望著牆上乃凡年輕時的相片，聲聲喚著母親，哭成一團。:90

## 主要登場人物
| 演員           | 角色名         | 介紹                                                                         |
| 阮玲玉         | 楊乃凡         | 女主角，楊家大小姐，獨生女，祖義的情人，大任的太太                           |
| 金焰           | 李祖義         | 男主角，乃凡的鄰居，家境普通的大學生，對乃凡有好感。後與乃凡成為情侶，私奔   |
| 俞菊雲         | 李母           | 祖義的母親，傳統女性                                                         |
| 徐莘園         | 楊翁           | 乃凡的父親，老古板，正妻過世後娶了四個姨太太                                 |
| 黎英           | 黃大任         | 乃凡的丈夫，有錢人家子弟，藝文界人士，報社主編（後當到社長），與乃凡貌合神離 |
| 周麗麗         | 張瑛           | 大任空閒時會偷偷碰面的情人                                                   |
| 劉繼群         | 胡福           | 綽號「老狐」，黃家僕人，後被大任趕出家門，成為關府管家，為人陰險有心機       |
| 陳燕燕         | 平兒（成年）   | 乃凡與祖義的女兒                                                             |
| 黃克           | 黃冠雄（成年） | 乃凡與大任的長子，幼年時曾溺水被祖義救起                                     |
| 阮玲玉（分飾） | 黃冠英（成年） | 乃凡與大任的女兒                                                             |
| 郭鶯鶯         | 關達華         | 平兒的同學、好友                                                             |
| 高威廉         | 關克勝         | 達華的哥哥，對平兒有好感                                                     |
| 王意文         | 瑪莉           | 冠雄的女友                                                                   |
| 歐陽伯盧       | 約翰           | 冠文的男友                                                                   |
| 時覺非         | 張順           | 在李家服務多年的僕人，留著長鬚                                               |
|                | 教授           | 教數學的大學教員                                                             |